# St. Maria Magdalena (Sickingen)

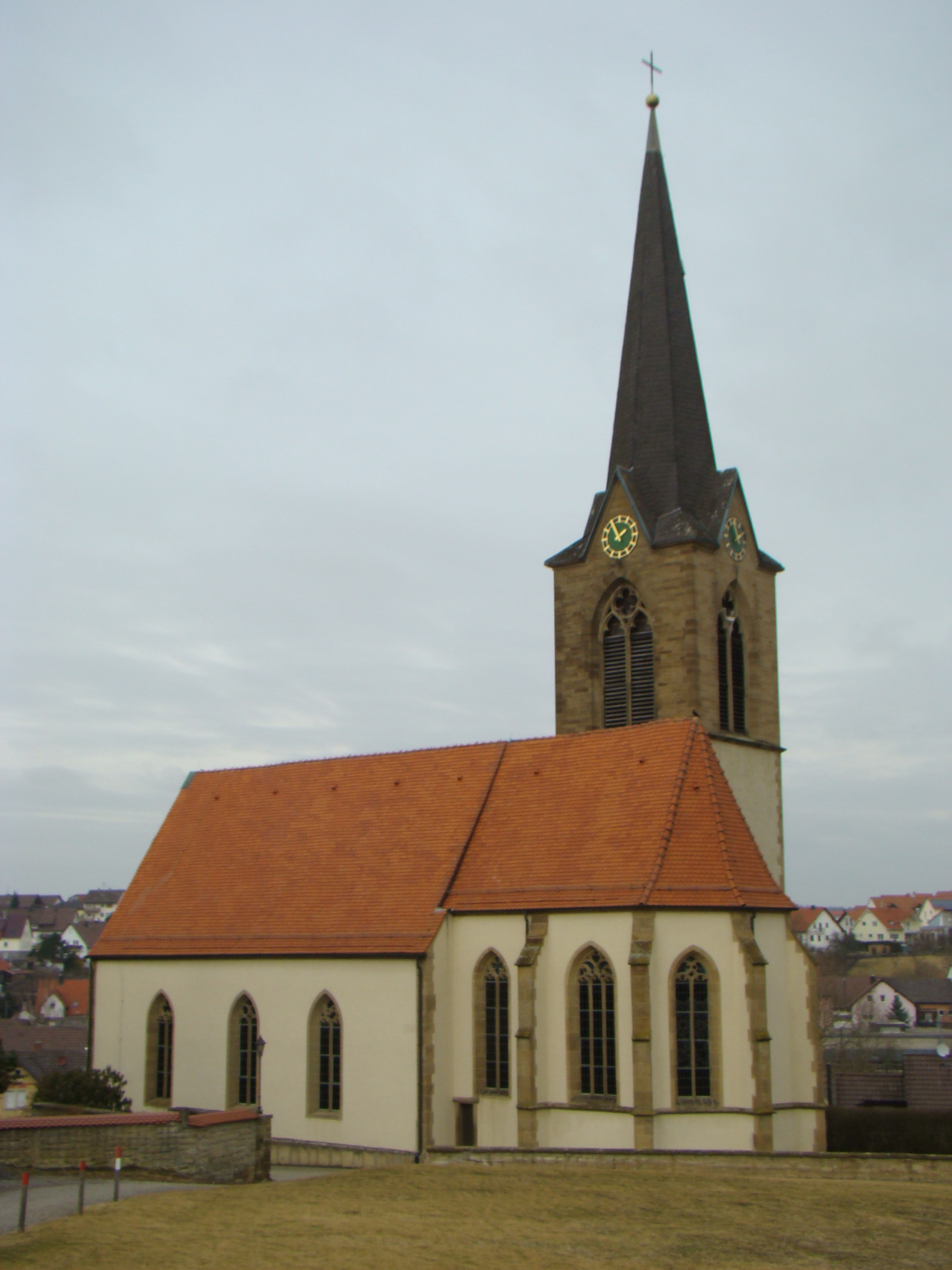
St. Maria Magdalena in Sickingen

Die römisch-katholische Pfarrkirche St. Maria Magdalena ist ein geschütztes Kulturdenkmal nach dem Denkmalschutzgesetz. Sie steht in Sickingen, das zu Flehingen gehört, einem Ortsteil der Stadt Oberderdingen im Landkreis Karlsruhe von Baden-Württemberg. Die Kirchengemeinde gehört zum Dekanat Bruchsal des Erzbistums Freiburg.

## Beschreibung
Die Saalkirche wurde als Grablege für die Herren von Sickingen gestiftet. Sie besteht aus einem Langhaus, einem eingezogenen, dreiseitig geschlossenen, von Strebepfeilern gestützten Chor im Osten und einem Chorflankenturm an dessen Nordwand, der mit einem spitzen Helm bedeckt ist. Sein oberstes Geschoss beherbergt hinter den Klangarkaden aus Maßwerk den Glockenstuhl, in dem vier Kirchenglocken hängen. In den Giebeln darüber befinden sich die Zifferblätter der Turmuhr.
Der Innenraum des Langhauses ist mit einer Flachdecke überspannt, der des Chors mit einem Sterngewölbe.